# Blockführer
Blockführer (dosł. pol. dowodzący blokiem; odpowiednik żeński Blockführerin) – blokowy (ewent. blokowa), urzędnik Wydziału III (Obóz) w strukturze nazistowskich obozów koncentracyjnych. Kierował jednym z bloków więźniarskich i był odpowiedzialny za przydzieloną mu grupę więźniów. Podlegał Rapportführerowi.
Do jego obowiązków należało:
1. dbanie o porządek i czystość w powierzonych mu pomieszczeniach
2. nadzorowanie więźniów funkcyjnych (blokowych, sztubowych i pisarzy)
3. wydawanie opinii o podległych mu więźniach
4. przeprowadzanie obchodów kontrolnych, podczas których sprawdzał wydajność pracy podległych mu więźniów.

Specjalną funkcję pełnił tzw. Blockführer dyżurny, który sprawował kontrolę przy bramie wejściowej obozu. Był odpowiedzialny za przeliczanie kolumn więźniarskich przy wymarszu i ich powrocie do obozu. Obowiązany również do wzbraniania wstępu do obozu osobom nieuprawnionym.
Blockführerzy byli tymi członkami personelu obozów koncentracyjnych, z którymi więźniowie mieli bezpośredni styk. Wielu z nich było zbrodniarzami, by wymienić tu: Kurta Hugo Müllera i Stefana Baretzkiego (obaj Auschwitz-Birkenau), Simona Kierna (Dachau) czy Ericha Miessnera (Mauthausen-Gusen).